# Norsk Teknisk Museum
Norsk Teknisk Museum är Norges nationalmuseum för teknik, industri, naturvetenskap och medicin. Museet har varit beläget i Kjelsås i norra Oslo sedan maj 1986. Museets historia går tillbaka till grundandet av Foreningen Norsk Teknisk Museum 1914, men museet fick sin första permanenta lokal 1932 (i en flygel till Vikingskipshuset i Oslo).
På museet finns bland annat Norges första bil och första flygplan.
I genomsnitt 14 skolklasser besöker museet varje skoldag. Det är av skolklasser det i särklass mest besökta museet i Norge.